# Nina Jiránková
Nina Jiránková (1. října 1927, Mirošovice – 4. října 2014) byla česká herečka.

## Život
Rodina pocházela z Prahy, kde bydlela v ulici Na Valech. Maminka byla zaměstnaná v bance, otec byl inženýrem, v Mirošovicích provozoval malou slévárnu. Nina se narodila jako druhé dítě, po bratrovi starším o dva roky. Dědeček Josef Jiránek byl profesorem na Pražské konzervatoři a klavírním virtuosem, který studoval u Bedřicha Smetany a ten mu umožnil vystudovat i Hudební uměleckou školu v Charkově. Bratrancem Niny Jiránkové byl Luboš Pistorius, pozdější režisér a ředitel Divadla na Vinohradech. Za války pracovala na statku, který rodina založila v Mirošovicích (Maškův mlýn). Bratr byl v padesátých letech z politických důvodů 3 roky ve vězení i se svojí ženou. Toto mělo dopad i na uměleckou činnost Jiránkové, byla ji omezena rozhlasová i začínající televizní činnost, ale působila nadále v divadle.
Již od mládí měla zájem o tanec a zpěv. Studovala na gymnáziu, ale přešla na dramatické oddělení Státní konzervatoře v Praze, kde studovala např. s Irenou Kačírkovou a jejím profesorem zde byl mj. Ota Ornest. Později pokračovala na nově vzniklé DAMU.
Již za studií hostovala v Realistickém divadla, kam po absolutoriu i nastoupila. Odkud v roce 1950 odešla se skupinou herců (např. Irena Kačírková, Jiřina Petrovická, Eduard Dubský, Miloš Kopecký, Lubomír Lipský, Jiří Vršťala a další) do Městských divadlech pražských k řediteli Oto Ornestovi. Zde pak působila v letech 1950 až 1991 .
Hostovala rovněž v Národním divadle, Švandově divadle, divadle Radka Brzobohatého, Divadle v Řeznické a dalších. Významné je i její působení v rozhlase, televizi a dabingu.
Byla provdaná za právníka Ladislava Šíchu, se kterým žila třicet let, až do jeho smrti. Z manželství se narodil syn Petr Šícha (* 1954), který se zabývá filmovou režií.
I po odchodu do důchodu byla aktivní a kromě hostování v divadlech vystupovala příležitostně v menších filmových rolích.

## Citát
| „                 | Také ostatní kolegyně byly hodné ocenění, protože v Městských divadlech pražských byl neuvěřitelně kvalitní dámský soubor: Nina Jiránková, Irena Kačírková, Jarmila Smejkalová ... a to je něco, na co se nezapomíná. | “ |
| — Carmen Mayerová | |   |

## Ocenění
- 1997 Cena SENIOR PRIX za celoživotní uměleckou činnost, udělovaná Nadací Život Umělce

## Divadelní role, výběr
- 1951 Molière: Tartuffe neboli Svatoušek, Marie, Komorní divadlo, režie Ota Ornest, 178 repríz
- 1952 Moliere: Škola žen, Anežka, Divadlo Komedie, režie Karel Svoboda, 171 repríz
- 1955 C. Solodar: Šeříkový sad, Galja Borodinová, Divadlo komedie, režie Rudolf Hrušínský
- 1955 G. B. Shaw: Pygmalion, Slečna Ilillová, Komorní divadlo, režie Ota Ornest
- 1957 Carlo Goldoni: Benátská vdovička, Eleonora, Divadlo komedie, režie Karel Dostal, 203 repríz
- 1958 Alejandro Casona: Stromy umírají vstoje, Isabel, Komorní divadlo, režie Ota Ornest, 107 repríz
- 1958 Dymphna Cusacková: Ráj v Tichomoří, Litole, Komorní divadlo, režie Miroslav Macháček
- 1960 Stendhal: Červený a černý, Matylda, Komorní divadlo, režie Karel Dostal, 56 repríz
- 1960 Jan Martinec: Hlavní přelíčení jsou veřejná, Prokurátorka, Komorní divadlo, režie Karel Svoboda
- 1961 Leon Kruczkowski: Smrt guvernéra, Zuzana, Komorní divadlo, režie Ota Ornest
- 1962 Georges Neveux: Zlodějka z města Londýna, Viktorie, Divadlo Komedie, režie Alfréd Radok, 86 repríz
- 1962 M. Roli, L. Vincenzoni: Sbohem, Lugano, Luigia Venzettiová, Komorní divadlo, režie Václav Hudeček
- 1964 Romain Rolland: Hra o lásce o smrti, Sofie, Komorní divadlo, režie Alfréd Radok, 252 repríz
- 1967 Jean Genet: Služky, Milostivá paní, Komorní divadlo, režie Ladislav Vymětal, 31 repríz
- 1967 Oscar Wilde: Ideální manžel, Lady Chilternová, Komorní divadlo, režie Ota Ornest, 115 repríz
- 1967 F. G. Lorca: Dům doni Bernardy, Martirio, (j. h.), Národní divadlo/Tylovo divadlo, režie Alfréd Radok
- 1969 William Shakespeare: Veselé paničky windsorské, Paní Vodičková, Divadlo Komedie, režie Ivan Weiss, 53 repríz
- 1971 Ugo Betti: Zločin na Kozím ostrově, Agata, Divadlo komedie, režie Ota Ornest, 38 repríz
- 1972 Nikos Kazantzakis, Joseph Stein: Já, k čertu, žiju rád!, Vdova, Divadlo ABC, režie František Miška
- 2005 Morris Panych: Moje teta, tvoje teta, titul. role (j. h. ), Divadlo U Hasičů, režie Václav Postránecký
- 2007 A. P. Čechov: Strýček Váňa, Marie Vasiljevna Vojnická, (j. h. ), Švandovo divadlo, režie Michal Lang

## Filmografie, výběr
- 1956 Advent, role: Františka Plesníková, režie Vladimír Vlček
- 1980 Jak napálit advokáta, režie Vladimír Čech
- 1987 Jak básníkům chutná život, režie Dušan Klein
- 1992 Trhala fialky dynamitem, režie Milan Růžička
- 2009 Pamětnice, režie Vlado Štancel
- 2012 Školní výlet, režie Petr Šícha a Tomáš Magnusek